# 海玉美
海玉美（1938年—），山西省怀仁县人，特级教师，第七届全国人民代表大会代表。她1954年毕业于大同女中（今大同五中）师范班，1955年参加工作。曾任山西省示范小学大同市城区第十四小学校校长兼党支部书记。